# Рьянтек
Рьянтек (фр. Riantec) — коммуна на северо-западе Франции, находится в регионе Бретань, департамент Морбиан, округ Лорьян, кантон Энбон. Расположена в 15 км к юго-востоку от Лорьяна, в 11 км от национальной автомагистрали N165, на берегу лагуны Гавр, отделенной узкой полоской земли от Бискайского залива.
Население (2019) — 5 821 человек.

## Достопримечательности
- Церковь Церковь Святой Радегунды 1927в стиле неоготика
- Шато Кердюран XVIII века
- Развалины шато Ла Круазетьер XV века

## Экономика
Структура занятости населения:
- сельское хозяйство — 6,0 %
- промышленность — 1,5 %
- строительство — 3,0 %
- торговля, транспорт и сфера услуг — 41,9 %
- государственные и муниципальные службы — 47,6 %

Уровень безработицы (2018) — 11,5 % (Франция в целом —  13,4 %, департамент Морбиан — 12,1 %). 

Среднегодовой доход на 1 человека, евро (2018) — 21 660 (Франция в целом — 21 730, департамент Морбиан — 21 830).

## Демография
Динамика численности населения, чел.

## Администрация
Пост мэра Рьянтека с 2010 года занимает Жан-Мишель Боном (Jean-Michel Bonhomme). На муниципальных выборах 2020 года возглавляемый им независимый блок одержал победу в 1-м туре, получив 60,38 % голосов.
| Период | Период | Фамилия          | Партия                  | Примечания                              |
| ------ | ------ | ---------------- | ----------------------- | --------------------------------------- |
| 1977   | 1981   | Анри Ле Моллер   | Разные правые           | главный механик                         |
| 1981   | 1989   | Анри Ле Бретон   |                         | ветеринар                               |
| 1989   | 2001   | Роже Керодран    | Разные правые           | работник администрации Арсенала Лорьяна |
| 2001   | 2008   | Марк Робердель   | Социалистическая партия |                                         |
| 2008   | 2010   | Мишель Ле Галь   |                         | морской инженер                         |
| 2010   |        | Жак-Мишель Боном |                         | офицер ВМС в отставке                   |

## Галерея

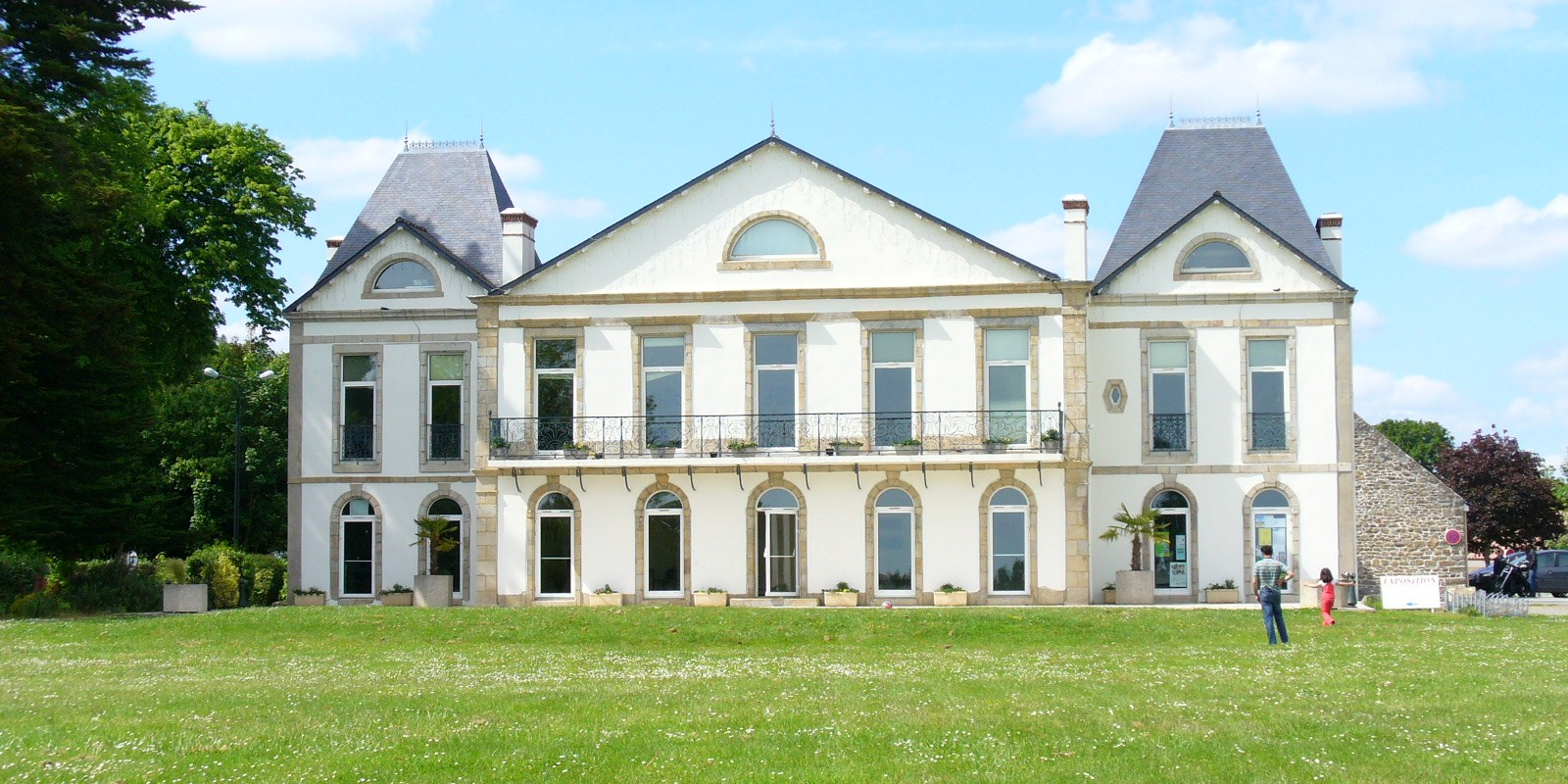
Шато Кердюран
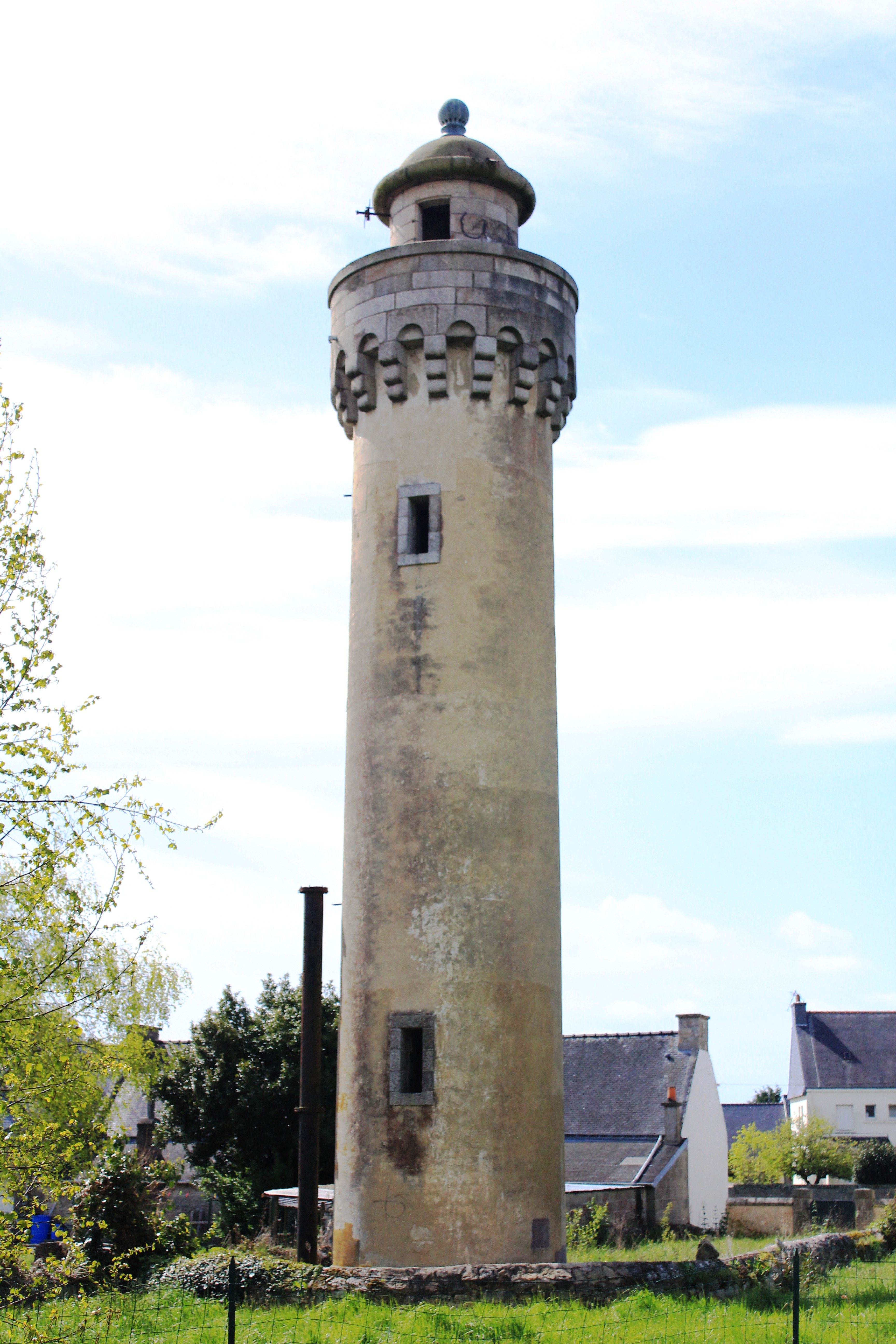
Маяк Пульфан
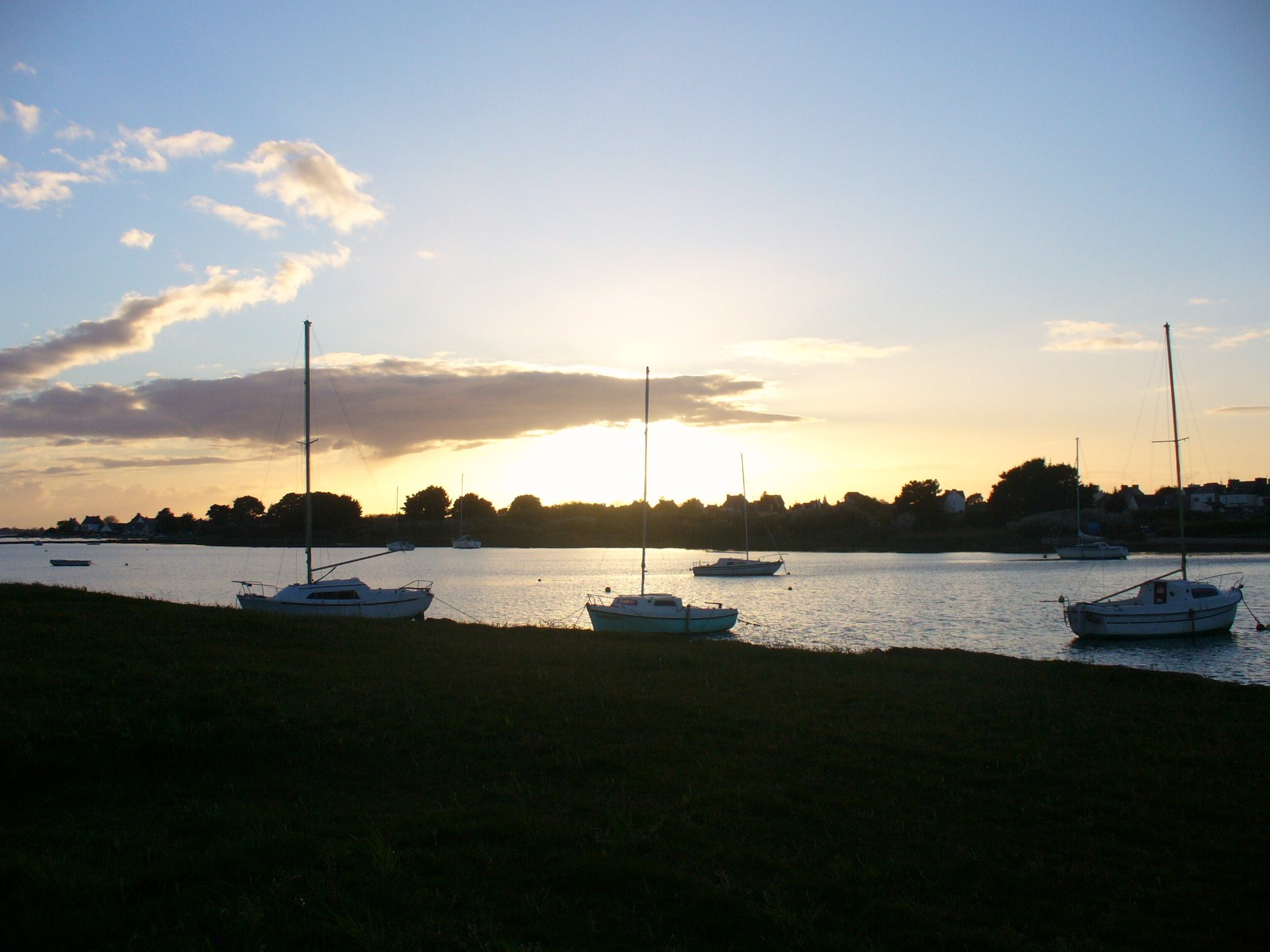
Лагуна Гавр

1. 1 2  база данных о французских коммунах — Национальный географический институт Франции, 2015.